# Natalicio Talavera (Paraguay)
Natalicio Talavera es un municipio paraguayo del Departamento de Guairá. Se encuentra aproximadamente a 180 km de la ciudad de Asunción y a 24 km de Villarrica. por medio de la Ruta PY08. 

## Historia
Los primeros pobladores fueron funcionarios del aserradero de un hombre llamado Spezzini residente en Villarrica. Era conocido como Potrero Borja o Borja´i (del yopará pequeña Borja).    
Fue fundado en 1918, bajo la presidencia de Manuel Franco como Colonia Natalicio Talavera, dependiente del entonces Partido de Mbocayaty. Su nombre es en honor al primer poeta paraguayo Natalicio Talavera oriundo de Villarrica. Se elevó como distrito independiente en 1931.

## Geografía
Constituye el norte del departamento junto a los municipios de Bottrell y Troche. Natalicio Talavera tiene una superficie de 72 km² y tiene forma de trapecio invertido.  
Llimita al norte con Botrell y Troche, al sur y al este con Independencia, de la cual está separada al este por una carretera llamada Calle Alta y al oeste con Mbocayaty del Guairá. Está irrigado por el río Tebicuarymí junto a sus arroyos afluentes como el Borja, el Itá y el Pañetey. El río Tebicuarymi sirve de límite norte, separando a Natalicio de los municipios de Botrell al noroeste y de Troche al norte. 
El arroyo Borja a su paso por Natalicio, viaja al noroeste y lo separa de Mbocayaty. El arroyo Borja desemboca en el río Tebicuarymí. Casi paralelo al Borja, viaja el arroyo Pañetey. Al sur del municipio, el Pañetey hace de límite entre las compañías Pañetey e Isla Dos y más al norte, es frontera, primero de Apereaty con Potrerito y después de Apereaty con San Miguel. Finalmente, desemboca en el río Tebcuarymí a nivel del límite norte de Apereaty y San Miguel.
El arroyo Potrerito que nace en la compañía San Isidro viaja al nordeste. Primero es límite entre San Isidro y Potrerito y luego es límite entre Potrerito y San Miguel.  Desemboca en el arroyo Pañetey en un punto donde lindan tres compañías San Miguel, Apereaty y Potrerito.
Al arroyo Paso Itá nace de un humedal al centro-sureste de la compañía Zanja Pytá y divide Zanja Pytá de la compañía Paso Itá. Viaja levemente al noroeste para desembocar en el Tebicuarymi en el punto de encuentro de la compañía Loma Clavel del municipio Troche con las de Zanja Pytá y Paso Itá de Natalicio. 

## Clima
La temperatura media anual es de 22 °C; su máxima en verano asciende a 38/39 °C y en invierno suele llegar a 0 °C. Llueve abundantemente en los meses de octubre y noviembre. Los meses julio y agosto, son los que tienen menor registro de lluvia; los otros meses mantienen un promedio de 138 mm de precipitaciones, que normalmente llegan a una media anual de 1.600 mm.

## Subdivisión
La zona rural contiene a un total son 12 compañías. En la mitad norte, de oeste a este, las compañías son Arroyo Costa, Isla Uno, San Miguel, Potrerito, Apereaty, Zanja Pytá y Paso Itá. En la mitad sur, de oeste a este, se hallan San Isidro, Primera Línea, Segunda Línea, Isla Dos y Pañetey. Por su parte, el área urbana se conforma de 4 barrios: Escuela, San Pedro, Santa Rosa y Virgen del Rosario.

## Infraestructura
Buena parte de sus habitantes se dedica al cultivo de caña de azúcar, algodón y mandioca. Los cañicultores locales proveen de materia prima para la producción de alcohol a la planta alcoholera de la empresa estatal Petropar asentada en el vecino municipio de Troche. En cuanto a la ganadería, es mayoritariamente de subsistencia. La creciente población urbana se dedica al comercio minorista y los servicios. Su principal vía de acceso constituye la Ruta PY08, también dispone de extensos caminos, empedrados y de tierra. Cuenta con ómnibus para los viajes internos y con ómnibus de menor capacidad, que lo conectan con la ciudad de Villarrica, con la ciudad de Asunción y con otras localidades del país. Los demás caminos internos se encuentran enripiados y terraplenados.

## Turismo
Está preparado para el turismo rural. Este distrito es uno los que cuenta con artesanías en ao po´i. El río Tebicuarymí lo hace apta para la realización de pesca deportiva. Sus arroyos, en especial el Pañetey, poseen varios saltos.  